# 세종늘벗학교
세종늘벗학교는 세종특별자치시에 있는 공립 각종학교이다.

## 학교 연혁
- 2022년 3월 1일 : 개교[1]